# Théâtre de Grenelle
Théâtre de Grenelle bylo pařížské divadlo, které se nacházelo na adrese 55 rue de la Croix-Nivert v 15. obvodu. Bylo slavnostně otevřeno v roce 1828. Kvůli průměrnosti nabízených představení divadlo rychle upadalo. V roce 1837 bylo obnoveno hlediště s kapacitou 1300 míst.
Divadlo bylo definitivně uzavřeno v roce 1929. Následující rok byla stavba stržena a nahrazena bytovým domem s okny a cihlovými obklady, s kinem v přízemí na rue de la Croix-Nivert. Kino bylo otevřeno v roce 1931 pod názvem „Palác Croix Nivert“. Uzavřeno bylo v roce 1983. Postupně zde uvádělo filmy série B a později artové filmy. Prostor využívá magistrát pro kulturní akce, zejména hudební akce, dále pak jako modlitebna ismailiů. Zachovala se fasáda zdobená sloupy a markýzou.
Divadlo dalo jméno několika ulicím:
- Rue du Théâtre
- Avenue du Théâtre, přejmenovaná na rue Quinault v roce 1864
- Rue Meilhac (podle dramatika) a rue Auguste-Dorchain (podle básníka)